# Ziegelzeichen
Das Ziegelzeichen (abgekürzt: ZZ) ist eine Buchstabenfolge, ein Logo oder ein einfaches Motiv zur Kennzeichnung eines Ziegels.
Im 15. Jahrhundert wurde es Brauch, Ziegel zu datieren, zu  signieren oder mit dem Ziegeleizeichen zu versehen, um die Herkunft zu dokumentieren und damit die Qualität der Ziegel zu sichern. Auch die Einhaltung der Maße und Normen  wurde auf diese Weise sichergestellt. Kaiser Karl VI. legte in einem Erlass von 1715, dass Ziegel mit einem Zeichen zu versehen sind.
Unter der Regentschaft von Kaiserin Maria Theresia wurde wegen des stark zunehmenden Bedarfs an Baumaterialien das bis dahin auf die Herrschaften beschränkte Privileg der Ziegelbrennerei aufgehoben, womit jeder, der einen von einem Sachverständigen für tauglich befundenen Grund besaß, einen Ziegelofen errichten und die Erzeugnisse verkaufen konnte. Diese Befugnis wurde mit dem kaiserlichen Patent von 1773 nochmals ausdrücklich bestätigt.
Jeder Ziegelerzeuger wurde damit verpflichtet, alle in seinem Ofen gebrannten Ziegeln mit einem erkennbaren Zeichen zu versehen. Ziegelzeichen waren zumeist die im Ziegelmodel eingearbeiteten Initialen des Ziegeleibesitzers, die manchmal auch mit einer Jahreszahl oder zusätzlichen Angaben versehen waren. Zu Beginn des 19. Jahrhunderts wurde die allgemeine Kennzeichnungspflicht und besonders in Österreich und den östlichen Kronländern rigoros kontrolliert und eingehalten. Im einfachsten Fall wurden das Ziegelzeichen in das hölzerne Ziegelmodel geschnitzt, sodass es am Ziegel erhaben war. In größeren Ziegeleien wurden Eisenplatten in das Ziegelmodel geschraubt, die fallweise auch verziert waren.
Durch die Ziegelzeichen ist es möglich, die Ziegel zeitlich und örtlich den Ziegelöfen zuzuordnen und Bauphasen eines aus Ziegel gebauten Gebäudes zu identifizieren.
Ziegelzeichen sind nicht zu verwechseln mit Ziegelstempeln oder Steinmetzzeichen.